# Bliskowice
Bliskowice is een plaats in het Poolse district  Kraśnicki, woiwodschap Lublin. De plaats maakt deel uit van de gemeente Annopol en telt 310 inwoners.